# Golden Kamuy
Golden Kamuy (яп. ゴ ー ル デ ン カ ム イ Го: руден Камуі) — серія манґи, написана і ілюстрована Сатору Нода. Прем'єра аніме-серіалу від Geno Studio відбулася в квітні-грудні 2018 року.

## Сюжет
Саічі Сугімото, ветеран битви на Пагорбі 203 в російсько-японській війні, працює шахтарем на Хоккайдо, щоб забезпечити вдову свого загиблого товариша. Він чує сумнівну історію про приховані скарби айнів, місцезнаходження яких зашифровано в татуюваннях групи ув'язнених, які втекли з тюрми Абаширі. Коли він дізнається, що історія правдива і що багато інших груп прагнуть здобути золото, він вирішує знайти його разом з Асірпою, молодою дівчиною-айну.